# 恩赦

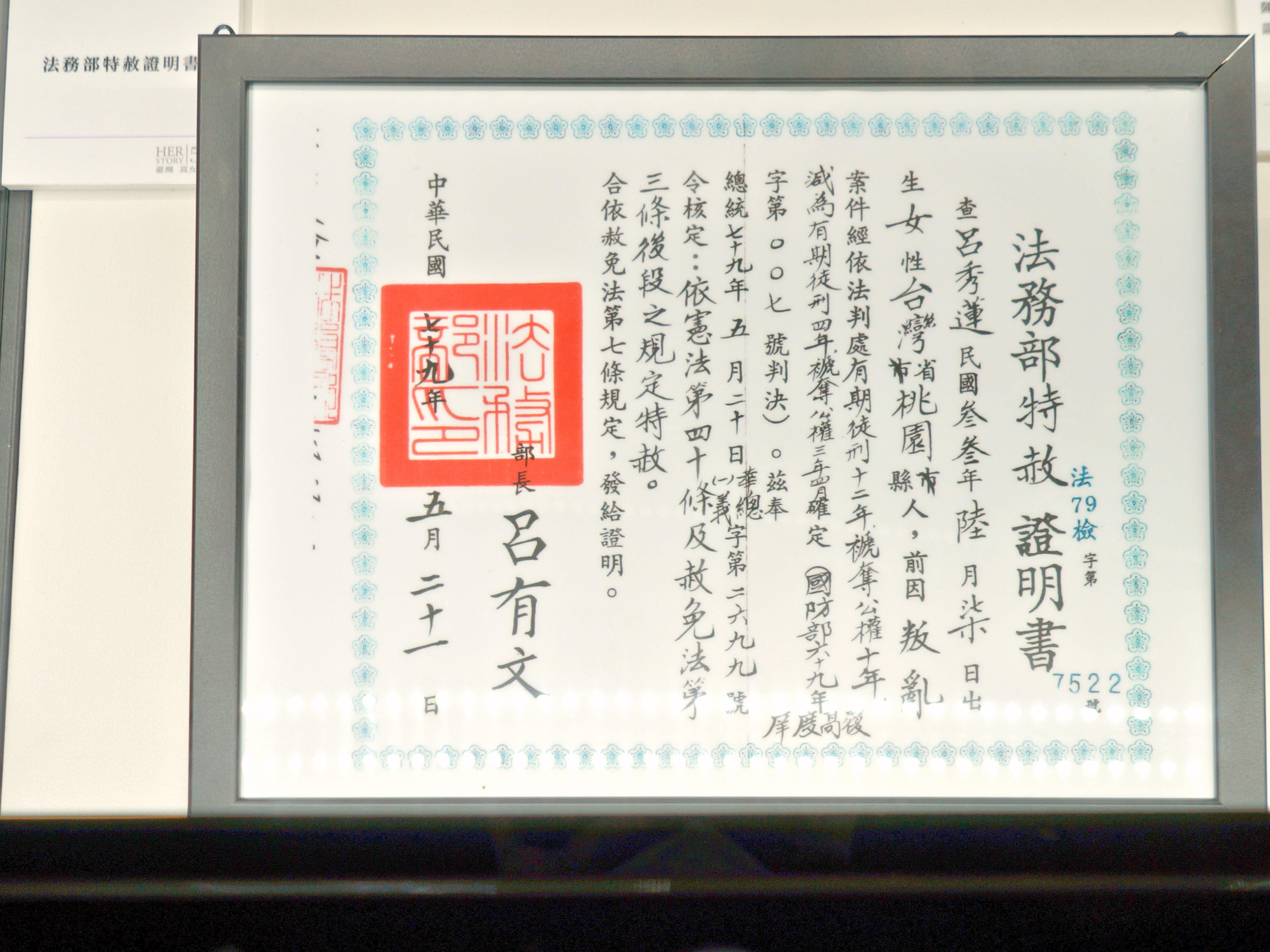
呂秀蓮に対する恩赦状（1990年、中華民国）

恩赦（おんしゃ、英語: Amnesty）とは、行政権（または立法権）により国家の刑罰権の全部又は一部を消滅若しくは軽減させる制度。赦免復権とも呼ばれる。
権威者が宗教儀式などに合わせて恩赦を与えることは古代から行われており、ユダヤ教では過越において罪人に恩赦を与えることが慣例となっていた。イエス・キリストも恩赦の対象だったが、民衆がバラバの釈放を望んだため、代わりにバラバが釈放されたとされる。
その権限が行政機関に帰属する例が多いが、フランスなどのように議会（立法機関）に一般的な恩赦の権能を与え、行政機関に個別的な恩赦の権能を与える仕組みになっていることもある。フランスを含めたアメリカ合衆国、ロシア、ドイツ、韓国、日本、イギリス、オーストラリア、ベルギーなどにある。

## 各国の恩赦

### 日本
国立国会図書館調査及び立法考査局によると、「恩赦は我が国に独自な制度ではなく、世界的に古くから行われているものである」とし、刑罰制度の成熟した国としてアメリカ、イギリス、フランスにおける恩赦制度を調査している。法務省によると、恩赦の定義については、行政権によって国の刑罰権を消滅、裁判の内容を変更、裁判の効力を変更、若しくは消滅させることの4つであると定義されている。恩赦の存在理由について、恩赦制度審議会の最終意見書によると、「法の画一性に基づく具体的不妥当の矯正、事情の変更による裁判の事後的変更、他の方法をもってしては救い得ない誤判の救済、有罪の言渡しを受けた者の事後の行状等に基づく、刑事政策的な裁判の変更又は資格回復」を列挙している。
1945年10月17日、GHQの指示の下勅令第579号ないし第581号に基づき実施された、第二次世界大戦の敗戦を契機とする一連の恩赦があり、陸軍刑法・海軍刑法各条違反、治安維持法違反、新聞紙法違反、言論、出版、集会、結社等臨時取締法違反、宗教団体法違反等61項目の法令違反者が対象となり、その総数は42万人にのぼり、近代恩赦制度適用において最大のものとなっている。さらに、それに引き続き1946年11月3日の日本国憲法公布を記念し、一般刑法（姦通罪等）、陸海軍刑法、衆議院議員選挙法、国家総動員法、治安維持法、軍機保護法等の違反者に対し恩赦が実施され、対象者は33万人にのぼっている。

#### 種類
政令恩赦は政令で罪や刑の種類などを定めて一律に実施する。個別恩赦は個別に審査し実施し、特別基準恩赦と常時恩赦との2つがある。
- 大赦（恩赦法2条、3条）

一定の犯罪者全体について、刑を消滅させるものである。有罪の言い渡しを受けた者についてはその効力が失われ、受けていない者に対しては公訴権が消滅する。政令恩赦。
- 特赦（恩赦法4条、5条）

有罪の言い渡しを受けた者の内、特定の者について有罪の言い渡しの効力を消滅させるものである。個別恩赦。
- 減刑（恩赦法6条、7条）。政令恩赦と個別恩赦。
  - 一般減刑
  - 特別減刑

裁判所が刑を言い渡す際、量刑を軽くすることは「減軽」であり、恩赦の一種たる「減刑」とはまったく異なるものである。
- 刑の執行免除（恩赦法8条）。個別恩赦。
- 復権（恩赦法9条、10条）。政令恩赦と個別恩赦。
  - 一般復権
  - 特別復権

#### 日本における恩赦の歴史
恩赦は詔勅によって罪又は刑の種類を定めて行われていたが、歴史的には猪名部真根の処刑を取りやめさせた雄略天皇のように、天皇個人の意志で恩赦を与える例もあった。
天武天皇以降、天皇もしくは太上天皇が病気になると大赦などの恩赦が行われた。これは儒教思想に由来する徳政が仏教思想に由来する応報と結びつき、恩赦によって仁の心を示して善行を施すという徳政を実施したことによる応報として、救病延年（除病延命）に預かることが出来るという理屈であった（『続日本紀』天平勝宝8歳4月丁酉条所収の孝謙天皇の勅より）。
江戸時代後期になると、恩赦の対象者や手続を定めた法令の整備が試みられ、老中阿部正弘が遠山景元らに命じて赦律を制定させている。
明治時代になり、大日本帝国憲法施行後は天皇の大権事項と立法され（大日本帝国憲法第16条）、その具体的な内容・手続については勅令（恩赦令）で定められていた。
大日本帝国憲法下における恩赦は、次の行事に際して行われた。
| 日付                       | 慶弔事                         | 対象 | 対象 | 対象 | 対象 |
| 日付                       | 慶弔事                         | 大赦 | 減刑 | 復権 | 特準 |
| -------------------------- | ------------------------------ | ---- | ---- | ---- | ---- |
| 1889年（明治22年）02月11日 | 大日本帝国憲法発布             | ○    |      |      |      |
| 1897年（明治30年）01月30日 | 英照皇太后大喪                 | ○    | ○    |      |      |
| 1910年（明治43年）08月29日 | 日韓併合                       | ○    |      |      |      |
| 1912年（大正元年）09月26日 | 明治天皇大喪                   | ○    | ○    | ○    | ○    |
| 1914年（大正03年）05月24日 | 昭憲皇太后大喪                 | ○    | ○    | ○    | ○    |
| 1915年（大正04年）11月10日 | 大正天皇即位                   |      | ○    |      | ○    |
| 1919年（大正08年）05月18日 | 皇太子裕仁親王成年式           |      |      |      | ○    |
| 1920年（大正09年）04月28日 | 王世子李垠結婚                 |      | ○    |      |      |
| 1924年（大正13年）01月26日 | 皇太子裕仁親王結婚             |      | ○    |      | ○    |
| 1927年（昭和02年）02月07日 | 大正天皇大葬                   | ○    | ○    | ○    | ○    |
| 1928年（昭和03年）11月10日 | 昭和天皇大礼                   |      | ○    | ○    | ○    |
| 1934年（昭和09年）02月11日 | 紀元節（明仁親王誕生）         |      | ○    | ○    |      |
| 1938年（昭和13年）02月11日 | 大日本帝国憲法発布五十周年祝典 |      | ○    | ○    | ○    |
| 1940年（昭和15年）02月11日 | 紀元二千六百年祝典             |      | ○    | ○    | ○    |
| 1942年（昭和17年）02月18日 | 第二次世界大戦戦捷第一次祝賀   |      |      | ○    | ○    |
| 1943年（昭和18年）04月29日 | 天長節祝賀                     |      |      |      |      |
| 1945年（昭和20年）10月17日 | 太平洋戦争終結                 | ○    | ○    | ○    | ○    |
| 1946年（昭和21年）11月03日 | 日本国憲法公布                 | ○    | ○    | ○    | ○    |
| 1. 2. 3.                   |                                |      |      |      |      |

阿部定事件で服役中の女性の例では1940年の恩赦の対象となり、懲役6年のうち残り2年分が1/2に減刑され5年目で出所している。戦前の政治犯の例では、1943年の恩赦で血盟団事件、五・一五事件、神兵隊事件、その他の右翼事件に関連する服役者は、概ね恩赦の恩典に浴することができたが、ニ・ニ六事件の関係者は除外された。
日本国憲法下では、恩赦の決定は内閣が行い、その認証は天皇の国事行為として行われる（日本国憲法第73条7号、7条6号）。恩赦の内容、手続等は、恩赦法（昭和22年法律第20号）及び恩赦法施行規則（昭和22年司法省令第78号）に定められている。
次の際に恩赦が行われたほか、1947年（昭和22年）11月には、日本国憲法公布の恩赦における減刑令の修正が行われた（対象規模は約5,000人）。
| 日付                       | 慶弔事                 | 対象人数    | 対象 | 対象 | 対象 | 対象 |
| 日付                       | 慶弔事                 | 対象人数    | 大赦 | 減刑 | 復権 | 特準 |
| -------------------------- | ---------------------- | ----------- | ---- | ---- | ---- | ---- |
| 1952年（昭和27年）04月28日 | 対日平和条約発効       | 1,006,628人 | ○    | ○    | ○    | ○    |
| 1952年（昭和27年）11月10日 | 皇太子明仁親王立太子礼 | 3,476人     |      |      |      | ○    |
| 1956年（昭和31年）12月19日 | 国際連合加盟           | 71,782人    | ○    |      |      | ○    |
| 1959年（昭和34年）04月10日 | 皇太子明仁親王結婚     | 48,738人    |      |      | ○    | ○    |
| 1968年（昭和43年）11月01日 | 明治百年記念           | 152,818人   |      |      | ○    | ○    |
| 1972年（昭和47年）05月15日 | 沖縄復帰               | 34,503人    |      |      | ○    | ○    |
| 1989年（平成元年）02月13日 | 昭和天皇大喪礼         | 約1,017万人 | ○    |      | ○    | ○    |
| 1990年（平成02年）11月12日 | 平成の即位大礼         | 約250万人   |      |      | ○    | ○    |
| 1993年（平成05年）06月8日  | 皇太子徳仁親王成婚     | 1,277人     |      |      |      | ○    |
| 2019年（令和元年）10月22日 | 令和の即位大礼         | 約55万人    |      |      | ○    | ○    |

1989年（昭和64年／平成元年）2月の昭和天皇大喪の礼の際（対象規模は約1017万人）には、過去数件行われた死刑囚への恩赦（特別減刑）は行われなかった（大赦および復権ならびに特別基準恩赦）。なお、恩赦が行われると期待して控訴や上告を取り下げるような行動が見られた。
- 夕張保険金殺人事件 - 1988年10月に控訴取り下げ。詳細は、夕張保険金殺人事件#罪状と恩赦。
- 元昭和石油重役一家殺人事件 - 1988年10月に上告を取り下げ死刑確定。
- 銀座ママ殺人事件他 - 犯人2人のうちの1人が、1988年10月に上告を取り下げ死刑確定。

その後、同年2月13日、政府は大赦令及び復権令を公布するとともに特別基準恩赦の内容を公表し、いずれも大喪の礼の当日である同月24日から実施した。このように、戦後の恩赦は、「法律変更などによる量刑不均衡の是正のための救済」や「社会的影響の少ない罪状や社会復帰後に特別な問題を起こしていない人に対しての復権」が中心となっている。
1990年11月12日、明仁の天皇即位の礼で、対象規模は約250万人（復権および特別基準恩赦）。
1993年（平成5年）6月、皇太子徳仁親王成婚による恩赦（対象規模は約1,300人）では、保護観察所による保護観察の執行の免除16人と復権が、「保護観察で更生した」として推薦された64人に対して行われた（特別基準恩赦）。
2016年の恩赦は、刑の執行の免除が5人、復権が24人、2017年の恩赦は、刑の執行の免除が1人、復権が22人である。
2019年10月22日、令和即位の礼に伴って約55万人規模の恩赦が与えられることになり、即位礼正殿の儀が挙行された令和元年10月22日付け官報特別号外で「復権令」（令和元年政令第131号）が公布・施行された（復権および特別基準恩赦）。この時も、寝屋川市中1男女殺害事件のように当時の死刑囚で恩赦が行われると期待して行動していたケースがあった。
2020年1月21日までが手続き期間であり、本人の出願に基づく「特別基準恩赦」に、人身取引被害者サポートセンター「ライトハウス」は児童ポルノ所持や児童買春で罰金刑を受けた者が復権すれば、取り消された医師や看護師の免許などの国家資格を再取得でき、子供と接する機会が多い資格を再び得られることになるとして発起団体になり、特別基準恩赦の対象から子どもへの性犯罪者を除外するよう求める署名活動をインターネットで始めた。署名目標が10,000人で、2019年内に法務大臣と内閣総理大臣に提出する方針。性犯罪は再犯率が高く、法務総合研究所の2015年度の調査では、性犯罪の前科が2回以上ある者のうち8割が、その後に子どもへの性犯罪で摘発されていた。慶応義塾大学の小林節名誉教授(憲法学)は「現行憲法の国民主権に恩赦はそぐわない。個別の事件に量刑を下した司法判断に介入しており、三権分立にも反する。」と指摘した。

### アメリカ合衆国

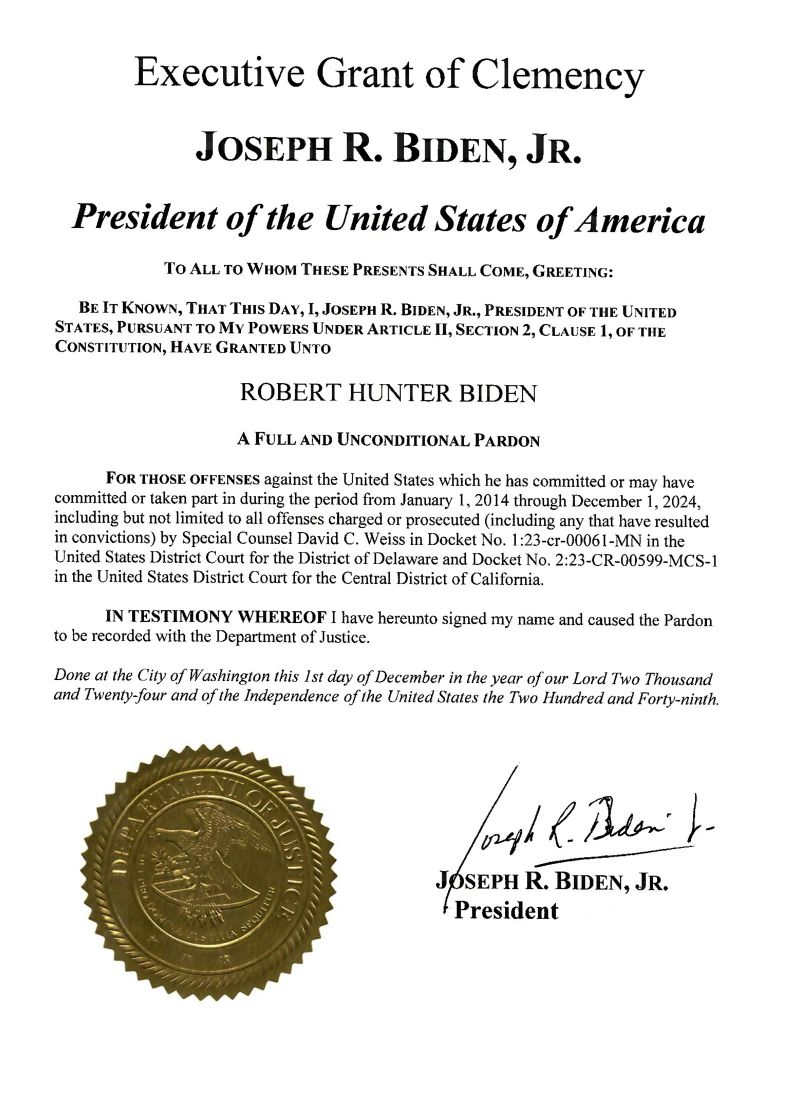
ジョー・バイデン大統領からハンター・バイデンに与えられた恩赦状

アメリカ合衆国では、連邦法犯罪の恩赦権限は大統領、州法犯罪のそれは各州の知事に属する。アメリカ大統領は在任中、犯罪者に恩赦することが伝統になっており、大統領は自身が弾劾された場合を除き、国内で刑の執行猶予や減刑の恩赦や、囚人を完全に無罪放免する恩赦を与える権限もある。ビル・クリントンは、退任直前に176人に対して恩赦を実施した。2012年1月9日には、ミシシッピ州の知事が恩赦を実施し、その中に殺人犯も含まれていたことから大きな波紋を呼んだ。
ドナルド・トランプは、2期目の就任初日2025年1月20日に、2021年に彼の支持者が起こした合衆国議会議事堂襲撃事件に関して、この事件で有罪とされた約1600人に恩赦を与えた。なお、大統領恩赦を拒否する権利も連邦最高裁判所の判例により認められており、この恩赦を拒否する者もいた。
連邦ではジョージ・W・ブッシュ大統領が、恩赦司法局を設立して以降は、基本的に、恩赦司法局の推薦で恩赦が実施されるようになっている。なお、アメリカの恩赦は著しく白人に偏っているとされる。ブッシュ大統領は、2001年から2008年の任期中に、189人へ恩赦を与えたが、そのうち非白人は13人しかいなかった。
歴史上では、リチャード・ニクソンやロバート・E・リーなどの大統領経験者に恩赦が与えられている。バラク・オバマ大統領は在任中、麻薬犯罪者に恩赦を与える政策をとっていた。2016年11月24日の感謝祭直前の22日には、連邦刑務所に投獄されている麻薬犯罪者79人に減刑措置の恩赦を与えた。オバマ大統領が2009–2017年の在任中に恩赦を与えた人数は1715人に上る。これは1963–1969年に在任していた第36代リンドン・ジョンソン大統領を超えて最多であり、また過去11人の大統領がおこなった合計よりも多い。
また、アメリカには感謝祭の時、大統領が調理される予定だった七面鳥に恩赦を与えるという七面鳥恩赦式が行われている。

### ブラジル
ブラジルでは、不法滞在の外国人を主に対象とした期間限定の恩赦法が制定されている。1980年、1988年、2009年にそれぞれ恩赦が行われ、不法滞在の外国人の滞在が合法化された。

### モロッコ
モロッコでは、国王が恩赦を与えることが出来る。2013年7月30日、モロッコ国王ムハンマド6世が、モロッコ国内で犯罪を犯し、服役していたスペイン人48人に恩赦を与え、釈放した。この中には、4歳から15歳までの11人の児童を強姦した者も含まれており、モロッコ国内では強い反対があった。モロッコ法務省は、この恩赦がフアン・カルロス1世の要請に基づくものであるとしている。一方、スペイン王室は、釈放を求めたことを否定し、モロッコで服役しているスペイン人受刑者の処遇について関心をよせたに過ぎないとしている。この恩赦は、8月4日に取り消されている。

### オーストラリア
2017年、オーストラリア政府は不法所持されている銃器の一掃を行うため、同年7月-9月の間に銃器を提出すれば罪に問わないとする恩赦を発表した。3カ月の間に、5万7000丁を超える銃を収集する成果を上げている。

### ロシア
2022年ロシアのウクライナ侵攻において、ロシア政府は恩赦と引き換えに希望する受刑者を兵士として採用した。後にロシア軍または民間軍事会社の一員として前線に送られた受刑者は、多数が戦死したと伝えられた。

### アジア

#### 韓国
韓国では光復節等に有罪者に対して特別赦免として行われる恩赦が異常に多い傾向があり、長く続く韓国の恩赦に対し、世間や市民団体からは「重大な経済罪を犯しても結局は政権が赦免するという誤った考えがますます広がる」と、三権分立原則の相違や政経癒着に対する強い非難の声が挙がっている。
大韓帝国の時代には「大韓国大皇帝が法律制定権、恩赦権を有する事」と法的に明記されていたが、後に日本の被保護国となり、日本統治時代になると恩赦権は日本の天皇が有する事となった。第二次世界大戦後に成立した大韓民国では大統領権限として特別赦免が実施されており、韓国は1948年の政府樹立から2016年8月13日時点までに特別赦免を96回実施してきた。軍事政権から民主化体制に移行した1992年以降で、金泳三政権は9回で704万人、金大中政権は6回で1037万人、盧武鉉政権は8回で437万人、李明博政権は7回で470万人、朴槿恵政権は3回で655万人（民主化以降24年間で累計33回）。
韓国における恩赦はモラルハザードを招くような対象者が占め、道路交通法違反者等にも恩赦を与えるために対象者数が一度に百数十万人規模になることが多い。金大中による1998年3月の恩赦では対象者が552万人、2002年6月30日の韓国サッカー代表のワールドカップ4強を祝し、大会閉幕までの交通違反者に対し、違反累積点数を「0」、免許停止処分や取り消し処分撤回する恩赦を発表し、翌月10日付で約481万人が赦免となった。2015年には2013年12月23日からの政府の恩赦方針が公知され、同年7月12日までの間に行政処分を受けた運転免許証減点204万人、免許停止と取り消し6万6000人、免許試験受験制限者8万4000人等、計220万人の大規模なペナルティー削除が行われた。
韓国では在任中の罪に問われた大統領経験者が政権交代を機に恩赦となる事例も多く、1997年に元大統領である全斗煥と盧泰愚、2021年に朴槿恵、2022年に李明博を赦免し、全斗煥と盧泰愚は金大中の大統領就任式に来賓として登壇するという事態も発生している。背任や横領で逮捕された企業のオーナーが「国の発展に寄与させるために」という理由で対象となる事があり、実刑判決後に入院→執行猶予→特赦→釈放という順序による経営復帰が一般的である。
2017年に大統領となった文在寅による文在寅政権は恩赦に対する反対意見を基に、大統領選の公約として「賄賂・背任・横領等の重大腐敗犯罪に対する量刑強化と、大統領の赦免権制限を推進」を表明していたが、2019年12月30日に5174人に対する恩赦を行い、この恩赦には元セヌリ党議員、盧武鉉の元側近である李光宰、民主労総委員長等が含まれていたため、2020年4月の総選挙を考慮したためではないかと疑念が呈され、公約の赦免権制限に対する相違を批判された。2021年12月31日付で文在寅は元大統領である朴槿恵を赦免した。

2022年に大統領となった尹錫悦の尹錫悦政権では2022年より多くの有罪者等への恩赦が継続している。

#### 北朝鮮
北朝鮮の最高指導者（金正恩）は朝鮮民主主義人民共和国社会主義憲法104条により特赦権を行使する。
北朝鮮は、2020年9月17日に恩赦を実施すると発表。2020年10月10日が朝鮮労働党創建75周年となることに合わせたものとなる。

#### タイ
タイでは、王室の慶事または国王の長寿を祝う特赦が頻繁に行われている。2000年代以降はほぼ毎年のように特赦が行われており、死刑囚や終身懲役囚でも順次減刑を重ねて、15年ないし20年程度の服役で出所を果たすケースがみられる。ただし、タクシン政権以後は薬物関連犯罪とそれ以外の犯罪で減刑の期間が分けられており、殺人であっても3分の1が減じられるのに対し麻薬密売目的所持では9分の1しか減じられず、出所まで長期間の服役を要している。
2010年代に入ると、恩赦法の制定を巡って政治的な対立が続いた。元々は2006年（仏暦2549年）のタクシン追い落とし軍事クーデターとその前後の混乱期において、タクシン派のデモに参加して逮捕された者を対象にしたものであったが、タクシン派の与党だったタイ貢献党がタクシン自身も恩赦の対象に加えたことで議会内が激しく対立。
タイのインラック政権が2013年に政治犯への恩赦を宣言し注目を集めたものの、実兄で汚職への関与が疑われ有罪判決も受けているタクシン元首相の政界復帰や資産凍結の解除が目的ではないかとの批判を受け、国内の名門大学をはじめとする多数の民間機関が抗議し、大規模なデモに発展した。インラック政権は結局、恩赦法の制定を断念した。
2014年（仏暦2557年）のクーデターの引き金になった。クーデターで暫定首相に就任したプラユット・チャンオチャは、タクシン派関係者への恩赦適用に否定的な態度を取っている。

### ヨーロッパ

#### フランス
赦免状（恩赦状）は、14世紀からフランスの国王が恩赦権を独占し、1498年以降恩赦権を主権の一部とした。その結果、王国行幸の際に訪れた諸都市への入市式の際に恩赦を与え、フランスに統合された地域の人々の支持を得て臣民を増やそうとした。

#### バチカン市国
バチカン市国では、2012年12月22日、法王庁の機密文書を大量に流出させた罪で収監されていた元執事が、恩赦された事例がある。このときは教皇ベネディクト16世が自ら元執事のもとを訪れ、恩赦を伝えた。